# Истоки (музей)
Шапкинский историко-краеведческий музей «Истоки» разместился в бывшем здании Шапкинского волостного правления и занимает площадь 180 м². Здание 19 века имеет историческое значение. Цель создания музея — привлечь как можно больше детей и жителей села к изучению истории родного края, организовать работу по повышению патриотического, нравственного воспитания на основе собранного материала и встречах со старожилами села, возрождение традиций. Первоначально музей занимал одну комнату и был оформлен как «Крестьянская изба», где можно увидеть старинные предметы домашнего обихода, некоторые виды ремесел, которыми занимались крестьяне в свободное от сельскохозяйственной работы время. В 2014 году работа по расширению музея продолжилась. Оформлены были еще три комнаты. Сейчас в музее имеются разделы, раскрывающие первоначальную историю села, кто был первыми поселенцами, «о казачестве», имеется подлинная старинная утварь, отдел нумизматики, монеты 19 −20 века, советского периода, собраны подлинные фотографии 19 века, школьные принадлежности и одежда, фотографии и личные вещи участников Великой Отечественной войны, военнослужащих, предметы старинной крестьянской мебели, внимание привлекает кружевоплетение скатертей, полотенец. Геологический раздел включает экспонаты собранные при раскопках в с. Шапкино.
Основной фонд насчитывает свыше 1000 единиц хранения. О каждом экспонате подробная информация: как он использовался в быту, его история создания, можно надеть русский костюм, попробовать традиционную русскую кухню, почувствовать жизнь прошлого века. С 2007 года в селе проводятся крупнейшие мероприятия, имеющие всероссийское значение. Это конно-спортивный праздник 12 июня, соревнования по боксу на приз генерала Масликова в Шапкинской школе здоровья, крупнейший марафон Черноземья России «Мучкап-Шапкино — Любо!». По всем этим событиям оформлена фото-галерея.
Здесь регулярно проводятся экскурсии, уроки краеведения, встречи с ветеранами войны и труда, фольклорные праздники, праздники «Обычаи и традиции».